# Бутенко, Иван Ефимович

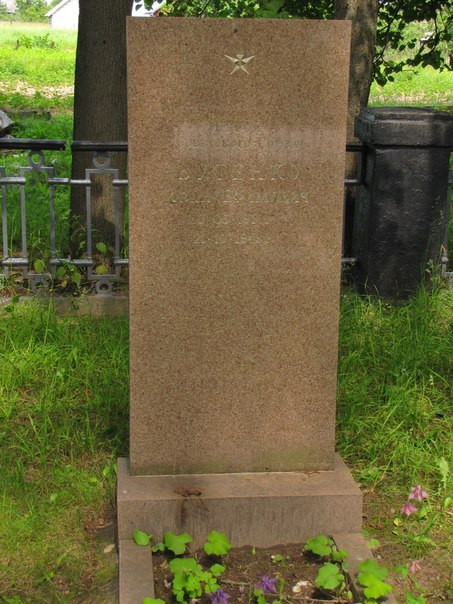
Могила Бутенко в Красной Горке.

Иван Ефимович Бутенко (30 мая 1918, хутор Благодатный, Фроловский район, Волгоградская область — 21 октября 1943, Смоленская область) — танкист, лейтенант Рабоче-крестьянской Красной Армии, участник советско-финской и Великой Отечественной войн, Герой Советского Союза (1944).

## Биография
Родился 30 мая 1918 года на хуторе Благодатный (ныне — Фроловский район Волгоградской области) в крестьянской семье. С трех лет жил в с. Петровском на улице Коминтерна, 13 и воспитывался дядей Бондаренко Яковом Ивановичем. Окончил пять классов школы, работал трактористом в колхозе «Победа». Был секретарем комсомольской организации. В 1938 году был призван на службу в Рабоче-крестьянскую Красную Армию. Принимал участие в советско-финской войне. Окончил курсы младших лейтенантов, а в 1942 году — курсы усовершенствования офицерского состава. С июня 1942 года — на фронтах Великой Отечественной войны. Дважды был ранен. К июлю 1943 года гвардии лейтенант Иван Бутенко командовал танком «Т-34» 25-й гвардейской танковой бригады 2-го гвардейского танкового корпуса Воронежского фронта. Отличился во время Курской битвы.
Батальон под его командованием получил боевую задачу выбить противника с высоты у села Смородино Яковлевского района Белгородской области, с которой тот вёл массированный артиллерийский обстрел. Во время атаки танк Бутенко прорвался к немецкому боевому охранению, гусеницами уничтожил 3 пулемётные точки и вывел из строя противотанковое орудие, обратив в бегство противника. У Смородино танк Бутенко столкнулся с 8 находившимися с засаде немецкими танками. Командир танка решил принять бой. Экипажу удалось уничтожить один танк, но остальные открыли огонь по ним. В результате прямого попадания орудия танк лишился своей пушки, и тогда он принял решение таранить танки противника. Ударом лобовой брони он протаранил два немецких танка. Танк загорелся, механик-водитель погиб, а радист получил тяжёлое ранение. Выскочив из горящей машины, вырвал у вражеского офицера пистолет и убил его и ещё нескольких солдат из протараненных танков. Захватив у убитого офицера документы, несмотря на сильный артиллерийский и миномётный обстрел, сумел вынести тяжело раненного радиста из-под огня. Его действия способствовали успешному выполнению боевой задачи батальоном. В дальнейшем он принимал участие в Смоленской операции, отличился в боях под Ельней и Смоленском. 21 октября 1943 года он погиб в бою. Похоронен в деревне Красная Горка Краснинского района Смоленской области у автострады Смоленск-Минск.
Указом Президиума Верховного Совета СССР «О присвоении звания Героя Советского Союза генералам, офицерскому, сержантскому и рядовому составу Красной Армии» от 10 января 1944 года за «образцовое выполнение боевых заданий командования на фронте борьбы с немецко-фашистскими захватчиками и проявленные при этом отвагу и геройство» был удостоен посмертно высокого звания Героя Советского Союза.
Также был награждён орденами Ленина и Красной Звезды.

## Память
- На территории школы №2 в Светлограде установлен обелиск.
- На Аллее Славы в Светлограде установлен Барельеф героя.
- На доме в городе Светлограде, где жил герой, установлена памятная табличка.

## Галерея

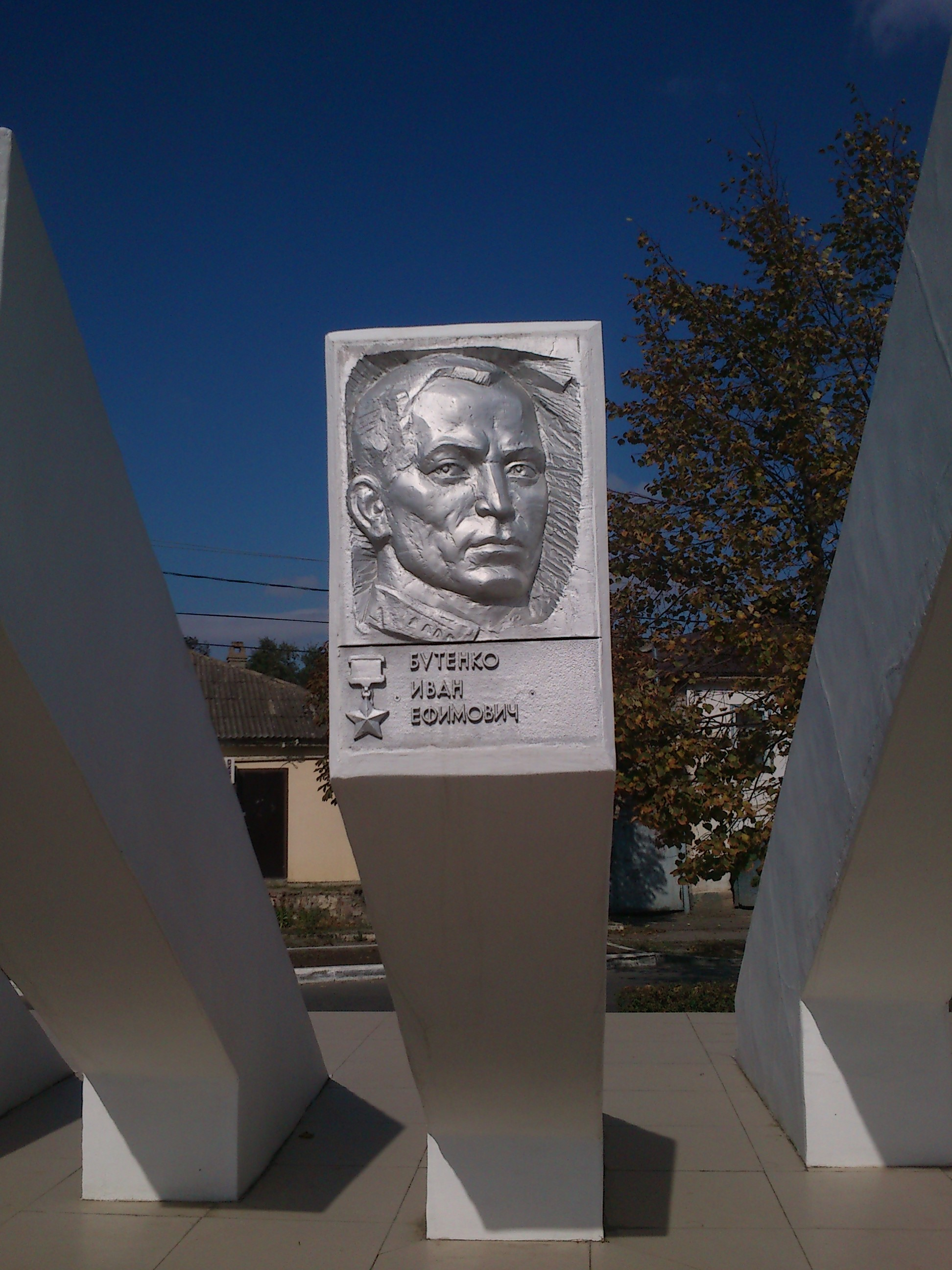
Барельеф на Аллее Славы в Светлограде